# Корреа, Карлос Габриэль
Карлос Габриэль Корреа Вьяна (исп. Carlos Gabriel Correa Viana; род. 13 января 1968, Монтевидео) — уругвайский футболист, выступавший на позиции полузащитника за сборную Уругвая.

## Клубная карьера
Карлос Габриэль Корреа играл в футбол с 5 лет, в юношеских командах «Исидро Финн», «Стокольмо» и «Рио-Плата». Начинал карьеру футболиста в уругвайском клубе «Ривер Плейт». В 1989 году он перешёл в «Пеньяроль», а в 1990 году — в команду испанской Сегунды «Реал Мурсия». В 1993 году Корреа стал игроком «Реал Вальядолида». 5 сентября 1993 года уругваец дебютировал в испанской Примере, выйдя в основном составе в домашнем поединке против хихонского «Спортинга».
В 1994 году Корреа перешёл в клуб Сегунды «Мерида», с которым по итогам сезона 1994/95 вышел в Примеру. 9 сентября 1995 года он забил свой первый гол в главной испанской лиге, выведя свою команду вперёд в счёте в гостевой игре с «Барселоной». В сезоне 1998/99 Корреа выступал за «Севилью» в Сегунде, а в сезоне 2000/01 — за «Эркулес» в Сегунде B.

## Карьера в сборной
Карлос Габриэль Корреа был включён в состав сборной Уругвая на чемпионат мира 1990 года в Италии, где сыграл в одном матче группового этапа с Испанией.

## Личная жизнь
Дочь Яннель Корреа (род. 1996) играет на позиции защитника за испанский клуб «Ховентут Альмасора» и сборную Уругвая.